# Kosiv
Kosiv (in ucraino Косiв?; in polacco Kosów; in yiddish קאסאוו‎?; in tedesco Kossow; in romeno Cosău) è una città dell'Ucraina nel distretto di Kosiv, nell'oblast' di Ivano-Frankivs'k. Ospita l'amministrazione del distretto di Kosiv e della comunità territoriale di Kosiv, una delle comunità territoriali dell'Ucraina. Nel 2022 aveva una popolazione di 8 351 abitanti.